# Copland
O Copland é um sistema operacional desenvolvido pela Apple para computadores Macintosh entre 1994 e 1996, mas nunca lançado comercialmente. Ele foi planejado para ser lançado com o nome System 8 e, posteriormente, Mac OS 8. Planejado como um sucessor moderno do antigo System 7, o Copland introduziu memória protegida, multitarefa preemptiva e vários novos recursos subjacentes do sistema operacional, mantendo a compatibilidade com os aplicativos Mac existentes. O sucessor provisoriamente planejado do Copland, com o codinome Gershwin, tinha a intenção de adicionar recursos mais avançados, como o multithreading em nível de aplicativo.
O desenvolvimento começou oficialmente em março de 1994. Nos anos seguintes, as prévias do Copland foram muito divulgadas na imprensa, apresentando ao público do Mac conceitos do sistema operacional, como orientação a objetos, proteção contra falhas e multitarefa. Em agosto de 1995, David Nagel, um vice-presidente sênior, anunciou na Macworld Expo que o Copland seria lançado em meados de 1996. Em maio do ano seguinte, Gil Amelio declarou que o Copland era o foco principal da empresa, visando a um lançamento no final do ano. Internamente, no entanto, o esforço de desenvolvimento estava repleto de problemas devido à disfunção da equipe corporativa e do gerenciamento de projetos. Os marcos de desenvolvimento e as datas de lançamento do desenvolvedor foram perdidos repetidamente.
Ellen Hancock foi contratada para colocar o projeto de volta nos trilhos, mas rapidamente concluiu que ele nunca poderia ser lançado. Em agosto de 1996, foi anunciado que o Copland havia sido cancelado e que a Apple procuraria um novo sistema operacional fora da empresa. Entre muitas opções, a empresa escolheu o NeXTSTEP e comprou a NeXT em 1997 para obtê-lo. No período intermediário, enquanto o NeXTSTEP era portado para o Mac, a Apple lançou o Mac OS 8, muito mais voltado para o legado, em 1997, com base na adição de componentes do Copland, e o Mac OS 9, em 1999, para fazer a transição. O Mac OS X tornou-se o sistema operacional de próxima geração da Apple em 2001.
A iniciativa de desenvolvimento do Copland foi descrita como um exemplo de redução de recursos. Em 2008, a PC World incluiu o Copland em uma lista dos maiores fracassos de projetos na história da tecnologia da informação (TI).

## Concepção

### Legado do Mac OS
A pré-história do Copland começa com uma compreensão do legado do Mac OS e seus problemas arquitetônicos a serem resolvidos.
Lançado em 1984, o Macintosh e seu sistema operacional foram projetados desde o início como um sistema de usuário único e de tarefa única, o que permitiu que o desenvolvimento do hardware fosse bastante simplificado. Como efeito colateral desse modelo de aplicativo único, os desenvolvedores originais do Mac puderam aproveitar várias simplificações comprometedoras que permitiram grandes melhorias no desempenho, sendo executados ainda mais rapidamente do que o muito mais caro Lisa. Mas esse design também gerou vários problemas para a expansão futura.
Ao presumir que apenas um programa estaria sendo executado por vez, os engenheiros puderam ignorar o conceito de reentrância, que é a capacidade de um programa (ou biblioteca de código) ser interrompido em qualquer ponto, solicitado a fazer outra coisa e depois retornar à tarefa original. Para ser reentrante, todos os dados e estados locais precisam ser armazenados quando outro programa chama o código e, se não for necessária a reentrada, o salvamento do estado pode ser ignorado. No caso do QuickDraw, por exemplo, isso significa que o sistema pode armazenar informações de estado na biblioteca, como o local atual da janela ou o estilo da linha, sabendo que elas só serão alteradas sob o controle do programa em execução. Levando isso um passo adiante, os engenheiros deixaram a maior parte desse estado dentro do aplicativo e não no QuickDraw, eliminando assim a necessidade de copiar esses dados entre o aplicativo e a biblioteca. O programa pode fazer alterações nessas configurações em seu próprio armazenamento interno e o QuickDraw encontra esses dados procurando esses valores em locais conhecidos dentro dos aplicativos.
Esse conceito de compartilhamento de memória é uma fonte significativa de problemas e falhas. Se um programa aplicativo gravar dados incorretos nesses locais compartilhados, o QuickDraw poderá falhar, causando o travamento do computador. Da mesma forma, qualquer problema no QuickDraw pode fazer com que ele sobrescreva dados no aplicativo, causando mais uma vez falhas. No caso de um sistema operacional de aplicativo único, essa não era uma limitação fatal, pois, nesse caso, um problema em qualquer um deles exigiria que o aplicativo ou o computador fosse reiniciado de qualquer forma.

O outro problema principal era que os primeiros Macs não tinham uma unidade de gerenciamento de memória (MMU), o que impedia a possibilidade de vários recursos modernos fundamentais. Uma MMU fornece proteção de memória para garantir que os programas não possam sobrescrever acidentalmente a memória de outros programas e fornece memória compartilhada que permite que os dados sejam facilmente transmitidos entre bibliotecas. Na falta de memória compartilhada, a API foi escrita de modo que o sistema operacional e o aplicativo compartilhem toda a memória, o que permite que o QuickDraw examine a memória do aplicativo para obter configurações como o modo de desenho de linha ou a cor.
O Macintosh não tem multitarefa, mas tenta fingir que tem, e insiste em uma interface de usuário complicada, mas deixa grande parte do trabalho a cargo do aplicativo. Essas são desvantagens sérias, e é difícil imaginar reparos elegantes para elas.

- Adam Brooks Webber, Byte (setembro de 1986)
Esses limites significavam que o suporte à multitarefa de mais de um programa por vez seria difícil, sem reescrever todo o código do sistema operacional e do aplicativo. No entanto, fazer isso significaria que o sistema seria executado com uma lentidão inaceitável no hardware existente. Em vez disso, a Apple adotou um sistema conhecido como MultiFinder em 1987, que mantém o aplicativo em execução no controle do computador, como antes, mas permite que um aplicativo seja rapidamente alternado para outro, normalmente apenas clicando em sua janela. Os programas que não estão em primeiro plano recebem periodicamente pequenos intervalos de tempo para execução, mas, como antes, todo o processo é controlado pelos aplicativos, não pelo sistema operacional.
Como o sistema operacional e os aplicativos compartilham um espaço de memória, é possível que uma falha em qualquer um deles corrompa todo o sistema operacional e trave o computador. No MultiFinder, qualquer falha em qualquer lugar causará falha em todos os programas em execução. A execução de vários aplicativos aumenta potencialmente as chances de uma falha, tornando o sistema potencialmente mais frágil.
O mecanismo de aplicação de patches usado para adicionar funções ao sistema operacional, conhecido como CDEVs e INITs ou Painéis de Controle e Extensões, aumenta consideravelmente a gravidade do problema. Os desenvolvedores de terceiros também usam esse mecanismo para adicionar recursos, incluindo protetores de tela e um menu hierárquico da Apple. Alguns desses painéis de controle de terceiros tornaram-se quase universais, como o popular pacote de protetores de tela After Dark. Como não havia um padrão para o uso desses patches, não é incomum que vários desses complementos - incluindo as próprias adições da Apple ao sistema operacional - usem os mesmos patches e interfiram uns nos outros, causando mais falhas.

### Projeto do Copland
O Copland foi projetado para consistir no Mac OS sobre um micronúcleo chamado Nukernel, que lidaria com tarefas básicas, como inicialização de aplicativos e gerenciamento de memória, deixando todas as outras tarefas para uma série de programas semi-especiais conhecidos como servidores. Por exemplo, os serviços de rede e de arquivos não seriam fornecidos pelo próprio núcleo, mas por servidores que receberiam solicitações por meio de comunicações entre aplicativos. O sistema Copland como um todo consiste na combinação do Nukernel, de vários servidores e de um conjunto de bibliotecas de suporte a aplicativos para fornecer implementações da conhecida interface de programação clássica do Macintosh.
Os serviços de aplicativos são oferecidos por meio de um único programa conhecido oficialmente como Cooperative Program Address Space (CPAS). Os programas do Mac são executados da mesma forma que no System 7, como tarefas cooperativas que usam as chamadas não reentrantes da Toolbox. O pior cenário é quando um aplicativo no ambiente CPAS falha, derrubando todo o ambiente com ele. No entanto, isso não resulta na queda do sistema como um todo, e o ambiente do CPAS é reiniciado automaticamente.

A arquitetura de tempo de execução do Copland inclui caixas roxas que mostram os segmentos de controle, e as linhas pesadas mostram diferentes partições de memória. No canto superior esquerdo está a Blue Box, que executa vários aplicativos do System 7 (azul) e o código da caixa de ferramentas que os suporta (verde). Dois aplicativos sem cabeça estão em execução em seus próprios espaços, fornecendo serviços de arquivo e da Web. Na parte inferior estão os servidores do sistema operacional no mesmo espaço de memória que o núcleo, indicando colocation.

Novos aplicativos escritos com o Copland em mente podem se comunicar diretamente com os servidores do sistema e, assim, obter muitas vantagens em termos de desempenho e escalabilidade. Eles também podem se comunicar com o núcleo para iniciar aplicativos ou threads separados, que são executados como processos separados na memória protegida, como na maioria dos sistemas operacionais modernos. No entanto, esses aplicativos separados não podem usar chamadas não reentrantes, como o QuickDraw, e, portanto, não podem ter interface de usuário. A Apple sugeriu que programas maiores poderiam colocar sua interface de usuário em um aplicativo Macintosh normal, que então iniciaria os threads de trabalho externamente.
O Copland é totalmente nativo do PowerPC (PPC). O System 7 foi portado para o PowerPC com grande sucesso; grande parte do sistema é executada como código PPC, incluindo funções de alto nível, como a maioria dos gerenciadores da caixa de ferramentas da interface do usuário, e funções de baixo nível, como o gerenciamento de interrupções. Ainda há código 68k suficiente no sistema para ser executado em emulação e, principalmente, em aplicativos de usuário, mas o sistema operacional precisa mapear alguns dados entre os dois ambientes. Em particular, cada chamada para o Mac OS requer um mapeamento entre os sistemas de interrupção do 68k e do PPC. A remoção desses mapeamentos melhoraria muito o desempenho geral do sistema. Na WWDC de 1996, os engenheiros afirmaram que as chamadas do sistema seriam executadas até 50% mais rapidamente.
O Copland também se baseia na então recém-definida Plataforma de Referência de Hardware Comum (CHRP), que padronizou o hardware do Mac a ponto de poder ser construído por diferentes empresas e executar outros sistemas operacionais (Solaris e AIX foram dois dos muitos mencionados). Esse era um tema comum na época; muitas empresas estavam formando grupos para definir plataformas padronizadas para oferecer uma alternativa à plataforma "Wintel" que estava rapidamente se tornando dominante - exemplos incluem 88open, Advanced Computing Environment e a aliança AIM.
O segundo efeito fundamental do sistema para desafiar o desenvolvimento e a adoção do Copland era fazer com que todas essas funções coubessem em um Mac comum. O System 7.5 já usa cerca de 2,5 megabytes (MB) de RAM, o que é uma parte significativa da RAM total na maioria das máquinas atuais. O Copland é um híbrido de dois sistemas, pois sua base nativa também hospeda o Blue Box com uma cópia completa do System 7.5. Assim, o Copland usa um sistema de gerenciamento de memória inspirado no Mach e depende muito de bibliotecas compartilhadas, com o objetivo de ser cerca de 50% maior que o 7.5.

## História

### Rosa e azul
Em março de 1988, os gerentes técnicos intermediários da Apple realizaram uma reunião externa para planejar o curso futuro do desenvolvimento do Mac OS. As ideias foram escritas em cartões de índice; os recursos que pareciam simples o suficiente para serem implementados a curto prazo (como adicionar cor à interface do usuário) foram escritos em cartões azuis (Blue); as metas de longo prazo - como multitarefa preemptiva - estavam em cartões rosa (Pink); e as ideias de longo prazo, como um sistema de arquivos orientado a objetos, estavam em cartões vermelhos (Red). O desenvolvimento das ideias contidas nos cartões azul e rosa deveria ocorrer em paralelo e, no início, os dois projetos eram conhecidos simplesmente como "Blue" e "Pink". A Apple pretendia que a equipe Blue (que passou a se chamar "Blue Meanies", em homenagem aos personagens do filme O Submarino Amarelo) lançasse uma versão atualizada do sistema operacional Macintosh existente no período de 1990-1991, e a equipe rosa lançasse um sistema operacional totalmente novo por volta de 1993.
A equipe Blue entregou o que ficou conhecido como System 7 em 13 de maio de 1991, mas a equipe Pink sofreu com o efeito de segundo sistema e sua data de lançamento continuou a cair em um futuro indefinido. Algumas das razões para isso podem ser atribuídas a problemas que se tornariam generalizados na Apple com o passar do tempo; à medida que a equipe rosa se atrasava, seus engenheiros se transferiam para a equipe Blue, o que deixava a equipe Pink constantemente lutando por pessoal e sofrendo com os problemas associados à alta rotatividade de funcionários. A gerência ignorou esses tipos de problemas de desenvolvimento técnico, o que levou a problemas contínuos na entrega de produtos funcionais.
Ao mesmo tempo, o recém-lançado NeXTSTEP estava gerando intenso interesse no mundo dos desenvolvedores. Os recursos que originalmente faziam parte da equipe Red foram incorporados à Pink, e o projeto Red (também conhecido como "Raptor") acabou sendo cancelado. Esse problema também era comum na Apple durante esse período; para perseguir a "próxima grande novidade", os gerentes intermediários adicionavam novos recursos a seus projetos com pouca supervisão, o que levava a enormes problemas com o aumento de recursos. No caso a equipe Pink, o desenvolvimento acabou ficando mais lento a ponto de o projeto parecer moribundo.

### Taligent
Em 12 de abril de 1991, o CEO da Apple, John Sculley, fez uma demonstração secreta do projeto Pink em execução em um IBM PS/2 Modelo 70 para uma delegação da IBM. Embora o sistema não estivesse totalmente funcional, ele se assemelhava ao System 7 em execução em um PC. A IBM ficou extremamente interessada e, nos meses seguintes, as duas empresas formaram uma aliança para continuar o desenvolvimento do sistema. Esses esforços se tornaram públicos no início de 1992, sob o novo nome "Taligent". Na época, Sculley resumiu sua preocupação com a capacidade da Apple de lançar o projeto Pink ao declarar: "Queremos ser um dos principais participantes do setor de computadores, não um participante de nicho. A única maneira de fazer isso é trabalhar com outra grande empresa."
As brigas internas na nova empresa conjunta eram lendárias, e os problemas com a equipe Pink dentro da Apple logo pareceram ser menores em comparação. Os funcionários da Apple fizeram camisetas exibindo graficamente sua previsão de que o resultado seria um projeto exclusivo da IBM. Em 19 de dezembro de 1995, a Apple se retirou oficialmente do projeto. A IBM continuou trabalhando sozinha com a Taligent e, por fim, lançou suas partes de desenvolvimento de aplicativos com o novo nome "CommonPoint". Isso gerou pouco interesse e o projeto desapareceu dos catálogos da IBM em poucos meses.

### Negócios
Enquanto os esforços da Taligent continuavam, pouquíssimo trabalho foi realizado com relação à estrutura do sistema operacional original. Vários novos projetos foram iniciados durante esse período, como o projeto Star Trek, uma porta do System 7 e seus aplicativos básicos para máquinas x86 compatíveis com Intel, que alcançou o status de demonstração interna. Mas como a Taligent ainda era uma preocupação, era difícil para os novos projetos de SO ganharem força.
Em vez disso, a equipe Blue da Apple continuou adicionando novos recursos ao mesmo sistema operacional básico. Durante o início da década de 1990, a Apple lançou uma série de novos pacotes importantes para o sistema; entre eles estão o QuickDraw GX, Open Transport, OpenDoc, PowerTalk e muitos outros. A maioria deles era maior do que o sistema operacional original. Os problemas de estabilidade, que existiam mesmo com pequenas correções, cresceram junto com o tamanho e os requisitos desses pacotes e, em meados da década de 1990, o Mac tinha a reputação de ser instável e de travar constantemente.
Como a estabilidade do sistema operacional entrou em colapso, a resposta pronta foi que a Taligent consertaria isso com toda a sua base moderna de reentrada total, multitarefa preemptiva e memória protegida. Quando os esforços da Taligent fracassaram, a Apple permaneceu com um sistema operacional envelhecido e sem soluções designadas. Em 1994, o burburinho da imprensa em torno do lançamento do Windows 95 começou a crescer, muitas vezes questionando a capacidade da Apple de responder ao desafio apresentado. A imprensa se voltou contra a empresa, muitas vezes apresentando os novos projetos da Apple como fracassos em andamento.

### Outra tentativa
Devido a essa pressão, ao colapso da Taligent, aos problemas crescentes com o sistema operacional existente e ao lançamento do System 7.5 no final de 1994, a gerência da Apple decidiu que o sistema operacional com uma década de existência já havia chegado ao fim. Era necessário um novo sistema que não apresentasse esses problemas, e logo. Como seria difícil reescrever grande parte do sistema existente, a Apple desenvolveu uma abordagem em dois estágios para o problema.
No primeiro estágio, o sistema existente seria movido para cima de um novo sistema operacional baseado no núcleo com suporte integrado para multitarefa e memória protegida. As bibliotecas existentes, como a QuickDraw, levariam muito tempo para serem reescritas para o novo sistema e não seriam convertidas para serem reentrantes. Em vez disso, uma única máquina paravirtualizada, a Blue Box, mantém os aplicativos e o código legado, como o QuickDraw, em um único bloco de memória para que continuem a ser executados como no passado. A Blue Box é executada em um espaço de memória Copland distinto, de modo que o travamento de aplicativos ou extensões legados dentro da Blue Box não pode travar a máquina inteira.
No próximo estágio do plano, quando o novo núcleo estivesse instalado e essa atualização básica fosse lançada, o desenvolvimento passaria a reescrever as bibliotecas mais antigas em novas formas que pudessem ser executadas diretamente no novo núcleo. Nesse ponto, os aplicativos ganhariam alguns recursos modernos adicionais.{{
No padrão de nomenclatura de código musical em que o System 7.5 tem o codinome "Mozart", esse sucessor pretendido é chamado de "Copland" em homenagem ao compositor Aaron Copland. Por sua vez, seu sistema sucessor proposto, o Gershwin, completaria o processo de migração de todo o sistema para a plataforma moderna, mas o trabalho no Gershwin nunca começaria oficialmente.

## Desenvolvimento
O projeto Copland foi anunciado pela primeira vez por David Nagel em maio de 1994. Partes do Copland, como uma versão inicial do novo sistema de arquivos, foram demonstradas na Worldwide Developers Conference da Apple (WWDC) em maio de 1995. A Apple prometeu que uma versão beta do Copland estaria pronta até o final do ano, para o lançamento comercial final no início de 1996. O Gershwin viria no ano seguinte. Ao longo do ano, a Apple lançou vários modelos para várias revistas, mostrando como seria o novo sistema, e comentou continuamente que a empresa estava totalmente comprometida com esse projeto. No entanto, até o final do ano, nenhuma versão para desenvolvedores havia sido produzida.
Como havia acontecido durante o desenvolvimento do Pink, os desenvolvedores da Apple logo começaram a abandonar seus próprios projetos para trabalhar no novo sistema. A gerência intermediária e os líderes de projeto reagiram alegando que seu projeto era vital para o sucesso do sistema e o transferiram para o fluxo de desenvolvimento do Copland. Portanto, ele não poderia ser cancelado com a remoção de seus funcionários para trabalhar em outra parte do Copland. Esse processo ganhou impulso no ano seguinte.
"Sempre que eles viam algo interessante, isso tinha que entrar no sistema operacional", disse Jeffrey Tarter, editor do boletim informativo do setor de software Softletter. "Havia pequenos grupos em toda a Apple fazendo coisas divertidas que não tinham nenhuma aplicação na linha de produtos da Apple." O resultado foi um círculo vicioso: À medida que a adição de recursos atrasava os prazos, a Apple era obrigada a prometer ainda mais funções para justificar os custosos atrasos. Além disso, esse padrão de Sísifo persistiu em um momento em que a empresa mal podia se dar ao luxo de perder um passo.
Logo o projeto parecia menos um novo sistema operacional e mais uma enorme coleção de novas tecnologias; o QuickDraw GX, o System Object Model (SOM) e o OpenDoc se tornaram componentes principais do sistema, enquanto tecnologias completamente não relacionadas, como uma nova caixa de diálogo de gerenciamento de arquivos (a caixa de diálogo de abertura) e suporte a temas, também apareceram. A lista de recursos cresceu muito mais rápido do que os recursos puderam ser concluídos, um caso clássico de featurite rasteira. Um executivo do setor observou que "O jogo é reduzi-lo aos três ou quatro recursos mais atraentes, em vez de ter centenas de recursos que são bons de se ter, mas não tenho certeza de que isso esteja acontecendo."
À medida que o "pacote" crescia, testá-lo se tornava cada vez mais difícil, e os engenheiros comentavam, já em 1995, que a data de lançamento anunciada pela Apple para 1996 era irremediavelmente otimista: "O Copland não será lançado no ano que vem de jeito nenhum. Só espero que seja lançado em 1997."
Em meados de 1996, vazou a informação de que o Copland teria a capacidade de executar aplicativos escritos para outros sistemas operacionais, incluindo o Windows NT. Ao mesmo tempo em que teria sido confirmado pelos engenheiros do Copland e negado com autoridade pelo gerenciamento de projetos do Copland, esse recurso supostamente estava em desenvolvimento há mais de três anos. Um usuário afirmou ter sido informado sobre esses planos por membros da equipe de desenvolvimento do Copland. Alguns analistas projetaram que essa capacidade aumentaria a penetração da Apple no mercado corporativo, outros disseram que era o "fim do jogo" e que era apenas um sinal da irrelevância da plataforma Mac.

### Lançamento para desenvolvedores
Na WWDC de 1996, o novo CEO da Apple, Gil Amelio, usou a apresentação para falar quase que exclusivamente sobre o Copland, agora conhecido como System 8. Ele afirmou repetidamente que esse era o único foco da engenharia da Apple e que seria enviado aos desenvolvedores em alguns meses, com um lançamento completo planejado para o final de 1996. Pouquíssimas demonstrações do sistema em execução, se é que houve alguma, foram mostradas na conferência. Em vez disso, foram demonstradas várias partes da tecnologia e da interface do usuário que seriam incluídas no pacote (como uma nova caixa de diálogo de gerenciamento de arquivos). Pouca tecnologia do sistema principal foi demonstrada e o novo sistema de arquivos, que havia sido mostrado um ano antes, estava ausente.

Havia uma maneira de realmente usar o novo sistema operacional: inscrevendo-se para passar um tempo nos laboratórios de desenvolvimento. Isso não foi bem-sucedido:
Houve uma demonstração prática do estado atual do OS 8. Houve vislumbres tentadores das coisas boas que estavam por vir, mas a experiência geral foi péssima. Ele ainda não suporta edição de texto, portanto, você não podia fazer nada além de abrir e visualizar documentos (qualquer campo de diálogo que precisasse de algo digitado estava em branco e morto). Além disso, ele era incrivelmente frágil e travava repetidamente, muitas vezes corrompendo os arquivos de sistema no disco durante o processo. A equipe de demonstração reformatava e reconstruía os discos rígidos em intervalos regulares. Foi incrível que eles tenham nos deixado ver a fera.
Várias pessoas na exposição reclamaram da falta de sofisticação do micronúcleo, especialmente a falta de multiprocessamento simétrico, um recurso que seria extremamente difícil de adicionar a um sistema que seria lançado em alguns meses. Depois disso, Amelio voltou ao palco e anunciou que isso seria adicionado à lista de recursos.
Em agosto de 1996, a "Developer Release 0" foi enviada a um pequeno número de parceiros selecionados. Longe de demonstrar maior estabilidade, ela travava com frequência depois de não fazer nada e era completamente inutilizável para desenvolvimento. Em outubro, a Apple mudou a data prevista de entrega para "algum dia", dando a entender que poderia ser em 1997. Um dos grupos mais surpresos com o anúncio foi a própria equipe de hardware da Apple, que esperava que o Copland permitisse que o PowerPC fosse representado de forma nativa, sem o legado do software. Os membros da equipe de controle de qualidade de software da Apple brincaram que, considerando os recursos atuais e o número de falhas no sistema, eles poderiam liberar o programa para envio por volta de 2030.

### Cancelamento
Mais tarde, em agosto de 1996, a situação não estava melhor. Amelio reclamou que o Copland era "apenas uma coleção de peças separadas, cada uma sendo trabalhada por uma equipe diferente (...) que se esperava que, de alguma forma, se juntassem magicamente". Na esperança de salvar a situação, Amelio contratou Ellen Hancock da National Semiconductor para assumir a engenharia de Ike Nassi e colocar o desenvolvimento do Copland de volta nos trilhos.
Depois de alguns meses no cargo, Hancock chegou à conclusão de que a situação era desesperadora; considerando o desenvolvimento e a engenharia atuais, ela acreditava que o Copland nunca seria lançado. Em vez disso, ela sugeriu que as várias tecnologias voltadas para o usuário no Copland fossem lançadas em uma série de versões em etapas, em vez de uma única grande versão.
Para lidar com a infraestrutura envelhecida por trás dessas tecnologias, Amelio sugeriu procurar fora da empresa um novo sistema operacional não relacionado. Os candidatos considerados foram o Solaris da Sun e o Windows NT. Segundo consta, Hancock era a favor do Solaris, enquanto Amelio preferia o Windows. Amelio chegou a ligar para Bill Gates para discutir a ideia, e Gates prometeu colocar os engenheiros da Microsoft para trabalhar na portabilidade do QuickDraw para o NT.
A Apple cancelou oficialmente o Copland em agosto de 1996 e reutilizou o nome do produto Mac OS 8 para o codinome Tempo, uma grande atualização inspirada no Copland para o Mac OS 7.6. Os envelopes de CD para o lançamento do desenvolvedor haviam sido impressos, mas os discos não haviam sido masterizados.
Depois de longas discussões com a Be e rumores de uma fusão com a Sun Microsystems, muitos ficaram surpresos com o anúncio da Apple, em dezembro de 1996, de que estava comprando a NeXT e trazendo Steve Jobs para um cargo de consultor. Amelio brincou dizendo que eles "escolheram o Plano A em vez do Plano Be." O projeto para portar o NeXTSTEP para a plataforma Macintosh foi batizado de Rhapsody e seria o núcleo da estratégia de sistema operacional de plataforma cruzada da Apple. Isso herdaria o suporte existente do OpenStep para as arquiteturas de CPU PowerPC, Intel x86 e DEC Alpha, e uma implementação das bibliotecas do OpenStep em execução no Windows NT. De fato, isso abriria o mercado de aplicativos Windows para os desenvolvedores de Macintosh, pois eles poderiam licenciar a biblioteca da Apple para distribuição com seus produtos ou depender de uma instalação existente.

### Legado
Seguindo o plano de Hancock, o desenvolvimento continuou com o System 7.5, que recebeu a integração de vários elementos do Copland. O System 7 foi renomeado para Mac OS 7 com o lançamento do 7.6, no qual a estabilidade e o desempenho foram aprimorados. Muitos recursos do Copland, incluindo o novo Finder multithreaded e o suporte a temas (com o padrão Platinum) foram integrados à versão beta não lançada do Mac OS 7.7, que foi renomeada e lançada como Mac OS 8.
Com o retorno de Jobs, esse rebranding para a versão 8 também permitiu que a Apple explorasse uma brecha legal para encerrar as licenças de fabricantes terceirizados para o System 7 e efetivamente fechar o mercado de clones do Macintosh. Mais tarde, o Mac OS 8.1 finalmente adicionou o novo sistema de arquivos e o Mac OS 8.6 atualizou o nanonúcleo para lidar com o suporte limitado a tarefas preemptivas. Sua interface é Multiprocessing Services 2.x e posteriores, mas não há separação de processos e o sistema ainda usa multitarefa cooperativa entre processos. Mesmo um processo que seja compatível com os Multiprocessing Services ainda tem uma parte que é executada na Blue Box, uma tarefa que também executa todos os programas de thread único e a única tarefa que pode executar código 68k.
O projeto Rhapsody foi cancelado após várias versões Developer Preview, o suporte para execução em plataformas não Macintosh foi abandonado e ele acabou sendo lançado como Mac OS X Server 1.0. Em 2001, essa base foi acoplada à biblioteca Carbon e à interface de usuário Aqua para formar o moderno produto Mac OS X. As versões do Mac OS X anteriores à versão Intel do Mac OS X 10.4 (Tiger) também usam o conceito de Blue Box sem raiz na forma de Classic para executar aplicativos escritos para versões mais antigas do Mac OS. Vários recursos originalmente vistos nas demonstrações do Copland, incluindo o comando Find avançado, o navegador de Internet integrado, as pilhas de pastas e o suporte a videoconferências, reapareceram em versões posteriores do Mac OS X como Spotlight, Safari, Stacks e iChat AV, respectivamente, embora a implementação e a interface de usuário de cada recurso sejam muito diferentes.

## Requisitos dehardware
De acordo com a documentação incluída na versão para desenvolvedores, o Copland é compatível com as seguintes configurações de hardware:[carece de fontes?]
- Macintoshes baseados em NuBus: 6100/60, 6100/60AV (sem funções AV), 6100/66, 6100/66 AV (sem funções AV), 6100/66 DOS (sem funções DOS), 7100/66, 7100/66 AV (sem funções AV), 7100/80, 7100/80 AV (sem funções AV), 8100/80/ 8100/100/ 8100/100 AV (sem funções AV), 8100/110
- Performas baseados em NuBus: 6110CD, 6112CD, 6115CD, 6117CD, 6118CD
- Macintoshes baseados em PCI: 7200/70, 7200/90, 7500/100, 8500/120, 9500/120, 9500/132
- Unidades formatadas com o Drive Setup
- Para DR1 e anteriores, o instalador requer o System 7.5 ou posterior em um disco rígido de 250 MB ou mais de capacidade.
- Tela definida para 256 cores (8 bits) ou Milhares (16 bits).